# Horský potok (přítok Große Mühl)
Horský potok je potok (na rakouském území říčka) v povodí Dunaje, pramenící v Česku v okrese Český Krumlov na pravém břehu přehradní nádrže Lipno. Na rakouském území se nazývá Steinerne Mühl. Délka toku je 24 km, z toho na českém území 7 km.

## Průběh toku
Pramen je v nadmořské výšce 940 m, na jižním okraji osady Svatý Tomáš, odsud teče jihovýchodním směrem. Hlavními přítoky na českém území jsou Bukový potok a Mlýnský potok. Soutok Horského a Mlýnského potoka se nachází v nadmořské výšce 725 m na státní hranici s Rakouskem. Pod tímto soutokem tvoří Horský potok necelých 300 m státní hranici (nedaleko hraničního přechodu Přední Výtoň/Guglwald) a následně pokračuje jižním směrem do Rakouska. Po asi dvou kilometrech, u osady Gugler, zleva přijímá poslední přítok z Čech - Lhotecký potok/Freibach. Po dalších zhruba osmi kilometrech se za městečkem Helfenberg stáčí k západu a nakonec jižně od městečka Haslach an der Mühl ústí do řeky Große Mühl, levého přítoku Dunaje.

## Ochrana přírody
Převážnou část povodí Horského potoka na území Česka tvoří lesy (patří sem jižní část Přírodní památky Svatý Tomáš a podmáčené louky, které jsou chráněné v přírodních rezervacích Niva Horského potoka a Niva Horského potoka II. Tok Horského potoka nebyl v minulosti prakticky uměle upravován.